# 乌里亚斯龙属
乌里亚斯龙属（学名：Uriash）是泰坦巨龙类蜥脚下目恐龙的一个属，生存于晚白垩世（马斯特里赫特期）的罗马尼亚。其正模标本最初被归入岩巨龙。

## 发现与命名
1914年，匈牙利地质学家奥托卡·卡迪什（Ottokár Kadić）在瓦里奥亚拉（Vălioara）附近的巴拉乌尔布多罗尼（Pârâul Budurone）峡谷发现一具蜥脚类骨骼，尺寸远大于当地此前发现的其它蜥脚类遗骸。共发现一根肢骨和八块椎骨，于1916年在科学文献上首次报道。其中两块椎骨于1927年1月12日被寄给蒂宾根大学的弗里德里希·冯·许纳，后者于1932年描述这些化石，并将其暂时归入“匈牙利马扎尔龙”，即现在的岩巨龙属。 
2021年重新寻获其产地，直到那时才意识到所有骨头均属同一只动物，即“个体C”，并发现其代表着科学意义上的新分类单元。
2025年，维罗尼卡·迪厄兹·迪亚士（Verónica Díez Díaz）、菲利普·大卫·曼宁（Philip David Mannion）、佐尔坦·齐基萨瓦（Zoltán Csiki-Sava）与保罗·厄彻（Paul Upchurch）命名并描述了模式种卡氏乌里亚斯龙（Uriash kadici）。属名Uriash指罗马尼亚民间传说中的巨人乌里亚斯，种名kadici致敬化石发现者卡迪什。
正模标本即“个体C”，发现于丹索斯休拉组中下段，时间可能为马斯特里赫特期早期。标本由尾椎SZTFH Ob.3090 B、D、G及H（四块现已遗失的椎骨）、右肱骨SZTFH Ob.3104、股骨SZTFH Ob.3103和第一左跖骨SZTFH Ob.3095组成。

## 描述

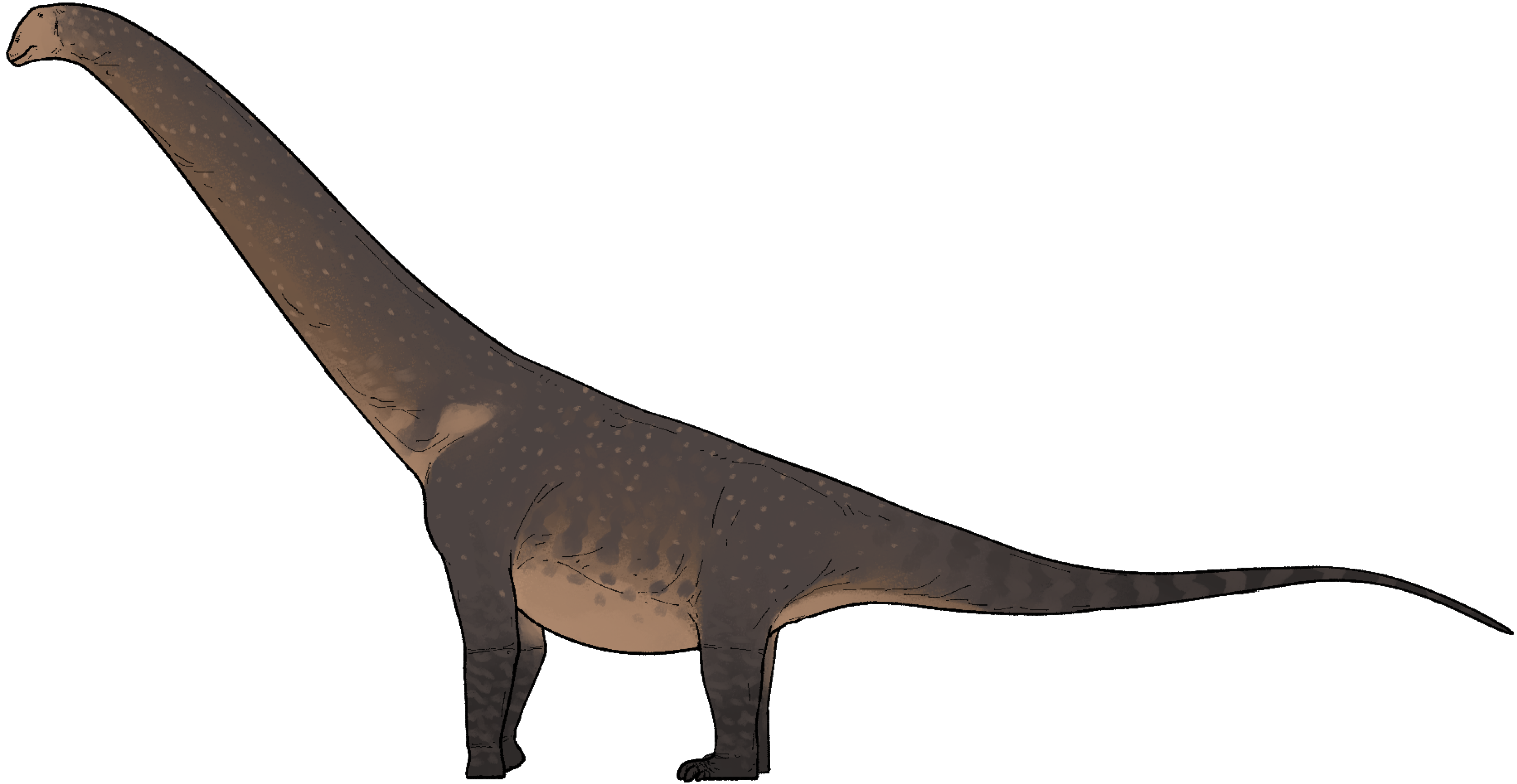
复原图

估计乌里亚斯龙长达8.83—11.87（29.0—38.9英尺）、重达5—8公噸（4.9—7.9長噸；5.5—8.8短噸）。它是截至2025年已知第二大的欧洲晚白垩世泰坦巨龙类，仅次于匿踪龙属。